# Lista foștilor membri ai Camerei Reprezentanților Statelor Unite ale Americii: O
Această este o listă a foștilor membri ai Camerei Reprezentanților Statelor Unite ale Americii al căror nume de familie începe cu litera A.
| Reprezentant            | Ani                             | Stat           | Partid                        |
| ----------------------- | ------------------------------- | -------------- | ----------------------------- |
| Charles F.X. O'Brien    | 1921-1925                       | New Jersey     | Democrat                      |
| George D. O'Brien       | 1937-1939, 1941-1947, 1949-1955 | Michigan       | Democrat                      |
| George M. O'Brien       | 1973-1986                       | Illinois       | Republican                    |
| James O'Brien           | 1879-1881                       | New York       | Independent Democrat          |
| James H. O'Brien        | 1913-1915                       | New York       | Democrat                      |
| Jeremiah O'Brien        | 1823-1825                       | Maine          | Democrat-Republican           |
| Jeremiah O'Brien        | 1825-1829                       | Maine          | Național Republican           |
| Joseph J. O'Brien       | 1939-1945                       | New York       | Republican                    |
| Leo W. O'Brien          | 1952-1966                       | New York       | Democrat                      |
| Thomas J. O'Brien       | 1933-1939, 1943-1964            | Illinois       | Democrat                      |
| William J. O'Brien      | 1873-1877                       | Maryland       | Democrat                      |
| William S. O'Brien      | 1927-1929                       | West Virginia  | Democrat                      |
| David J. O'Connell      | 1919-1921, 1923-1930            | New York       | Democrat                      |
| Jeremiah E. O'Connell   | 1923-1927, 1929-1930            | Rhode Island   | Democrat                      |
| Jerry J. O'Connell      | 1937-1939                       | Montana        | Democrat                      |
| John M. O'Connell       | 1933-1939                       | Rhode Island   | Democrat                      |
| Joseph F. O'Connell     | 1907-1911                       | Massachusetts  | Democrat                      |
| Charles O'Connor        | 1929-1931                       | Oklahoma       | Republican                    |
| James O'Connor          | 1919-1931                       | Louisiana      | Democrat                      |
| James F. O'Connor       | 1937-1945                       | Montana        | Democrat                      |
| John J. O'Connor        | 1923-1939                       | New York       | Democrat                      |
| Michael P. O'Connor     | 1879-1881                       | South Carolina | Democrat                      |
| Caroline O'Day          | 1935-1943                       | New York       | Democrat                      |
| James O'Donnell         | 1885-1893                       | Michigan       | Republican                    |
| Charles T. O'Ferrall    | 1884-1893                       | Virginia       | Democrat                      |
| James M. E. O'Grady     | 1899-1901                       | New York       | Republican                    |
| Frank T. O'Hair         | 1913-1915                       | Illinois       | Democrat                      |
| Barratt O'Hara          | 1949-1951, 1953-1969            | Illinois       | Democrat                      |
| James E. O'Hara         | 1883-1887                       | North Carolina | Republican                    |
| James G. O'Hara         | 1959-1977                       | Michigan       | Democrat                      |
| Joseph P. O'Hara        | 1941-1959                       | Minnesota      | Republican                    |
| Alvin O'Konski          | 1943-1973                       | Wisconsin      | Republican                    |
| Denis O'Leary           | 1913-1914                       | New York       | Democrat                      |
| James A. O'Leary        | 1935-1944                       | New York       | Democrat                      |
| Thomas O'Malley         | 1933-1939                       | Wisconsin      | Democrat                      |
| Emmet O'Neal            | 1935-1947                       | Kentucky       | Democrat                      |
| Maston E. O'Neal, Jr.   | 1965-1971                       | Georgia        | Democrat                      |
| John H. O'Neall         | 1887-1891                       | Indiana        | Democrat                      |
| Joseph H. O'Neil        | 1889-1895                       | Massachusetts  | Democrat                      |
| Charles O'Neill         | 1863-1871, 1873-1893            | Pennsylvania   | Republican                    |
| Edward L. O'Neill       | 1937-1939                       | New Jersey     | Democrat                      |
| Harry P. O'Neill        | 1949-1953                       | Pennsylvania   | Democrat                      |
| John O'Neill            | 1863-1865                       | Ohio           | Democrat                      |
| John Joseph O'Neill     | 1883-1889, 1891-1893, 1894-1895 | Missouri       | Democrat                      |
| Tip O'Neill             | 1953-1987                       | Massachusetts  | Democrat                      |
| Daniel O'Reilly         | 1879-1881                       | New York       | Independent Democrat          |
| George F. O'Shaunessy   | 1911-1919                       | Rhode Island   | Democrat                      |
| Eugene D. O'Sullivan    | 1949-1951                       | Nebraska       | Democrat                      |
| Patrick B. O'Sullivan   | 1923-1925                       | Connecticut    | Democrat                      |
| Donald L. O'Toole       | 1937-1953                       | New York       | Democrat                      |
| Mary Rose Oakar         | 1977-1993                       | Ohio           | Democrat                      |
| P. Davis Oakey          | 1915-1917                       | Connecticut    | Republican                    |
| Thomas J. Oakley        | 1813-1815                       | New York       | Federalist                    |
| Thomas J. Oakley        | 1827-1828                       | New York       | Democrat                      |
| Charles G. Oakman       | 1953-1955                       | Michigan       | Republican                    |
| William C. Oates        | 1881-1894                       | Alabama        | Democrat                      |
| Thomas P. Ochiltree     | 1883-1885                       | Texas          | Independent                   |
| Benjamin B. Odell, Jr.  | 1895-1899                       | New York       | Republican                    |
| Moses F. Odell          | 1861-1865                       | New York       | Democrat                      |
| Nathaniel H. Odell      | 1875-1877                       | New York       | Democrat                      |
| Charles F. Ogden        | 1919-1923                       | Kentucky       | Republican                    |
| David A. Ogden          | 1817-1819                       | New York       | Federalist                    |
| Henry W. Ogden          | 1894-1899                       | Louisiana      | Democrat                      |
| Alexander Ogle          | 1817-1819                       | Pennsylvania   | Democrat-Republican           |
| Andrew Jackson Ogle     | 1849-1851                       | Pennsylvania   | Whig                          |
| Charles Ogle            | 1837-1841                       | Pennsylvania   | Anti-Masonic                  |
| Charles Ogle            | 1841                            | Pennsylvania   | Whig                          |
| Woodson R. Oglesby      | 1913-1917                       | New York       | Democrat                      |
| Lewis P. Ohliger        | 1892-1893                       | Ohio           | Democrat                      |
| J. Van Vechten Olcott   | 1905-1911                       | New York       | Republican                    |
| Pearl Peden Oldfield    | 1929-1931                       | Arkansas       | Democrat                      |
| William Allan Oldfield  | 1909-1928                       | Arkansas       | Democrat                      |
| Edson B. Olds           | 1849-1855                       | Ohio           | Democrat                      |
| Abram B. Olin           | 1857-1863                       | New York       | Republican                    |
| Gideon Olin             | 1803-1807                       | Vermont        | Democrat-Republican           |
| Henry Olin              | 1824-1825                       | Vermont        | Național Republican           |
| Jim Olin                | 1983-1993                       | Virginia       | Democrat                      |
| Andrew Oliver           | 1853-1857                       | New York       | Democrat                      |
| Daniel C. Oliver        | 1917-1919                       | New York       | Democrat                      |
| Frank A. Oliver         | 1923-1934                       | New York       | Democrat                      |
| James C. Oliver         | 1937-1943                       | Maine          | Republican                    |
| James C. Oliver         | 1959-1961                       | Maine          | Democrat                      |
| Mordecai Oliver         | 1853-1855                       | Missouri       | Whig                          |
| Mordecai Oliver         | 1855-1857                       | Missouri       | Opoziționist                  |
| S. Addison Oliver       | 1875-1879                       | Iowa           | Republican                    |
| William Bacon Oliver    | 1915-1937                       | Alabama        | Democrat                      |
| William M. Oliver       | 1841-1843                       | New York       | Democrat                      |
| Marlin E. Olmsted       | 1897-1913                       | Pennsylvania   | Republican                    |
| Richard Olney II        | 1915-1921                       | Massachusetts  | Democrat                      |
| Archibald E. Olpp       | 1921-1923                       | New Jersey     | Republican                    |
| Arnold Olsen            | 1961-1971                       | Montana        | Democrat                      |
| Alec G. Olson           | 1963-1967                       | Minnesota      | Democrat-Țărănist-Muncitoresc |
| Stephen Ormsby          | 1811-1813, 1813-1817            | Kentucky       | Democrat-Republican           |
| Alexander D. Orr        | 1792-1795                       | Kentucky       | Anti-Administrație            |
| Alexander D. Orr        | 1795-1797                       | Kentucky       | Democrat-Republican           |
| Benjamin Orr            | 1817-1819                       | Massachusetts  | Federalist                    |
| Jackson Orr             | 1871-1875                       | Iowa           | Republican                    |
| James L. Orr            | 1849-1859                       | South Carolina | Democrat                      |
| Robert Orr, Jr.         | 1825-1829                       | Pennsylvania   | Democrat                      |
| Godlove Stein Orth      | 1863-1871, 1873-1875, 1879-1882 | Indiana        | Republican                    |
| Bill Orton              | 1991-1997                       | Utah           | Democrat                      |
| Edwin S. Osborne        | 1885-1891                       | Pennsylvania   | Republican                    |
| Henry Z. Osborne        | 1917-1923                       | California     | Republican                    |
| John E. Osborne         | 1897-1899                       | Wyoming        | Democrat                      |
| Thomas B. Osborne       | 1839-1843                       | Connecticut    | Whig                          |
| Tom Osborne             | 2001-2007                       | Nebraska       | Republican                    |
| Doug Ose                | 1999-2005                       | California     | Republican                    |
| Gayton P. Osgood        | 1833-1835                       | Massachusetts  | Democrat                      |
| James H. Osmer          | 1879-1881                       | Pennsylvania   | Republican                    |
| Frank C. Osmers, Jr.    | 1939-1943, 1951-1965            | New Jersey     | Republican                    |
| Harold C. Ostertag      | 1951-1965                       | New York       | Republican                    |
| Peter J. Otey           | 1895-1902                       | Virginia       | Democrat                      |
| Harrison Gray Otis      | 1797-1801                       | Massachusetts  | Federalist                    |
| John Otis               | 1849-1851                       | Maine          | Whig                          |
| John G. Otis            | 1891-1893                       | Kansas         | Populist                      |
| Norton P. Otis          | 1903-1905                       | New York       | Republican                    |
| Theobald Otjen          | 1895-1907                       | Wisconsin      | Republican                    |
| C. L. Otter             | 2001-2007                       | Idaho          | Republican                    |
| Richard Ottinger        | 1965-1971, 1975-1985            | New York       | Democrat                      |
| Joseph H. Outhwaite     | 1885-1895                       | Ohio           | Democrat                      |
| George E. Outland       | 1943-1947                       | California     | Democrat                      |
| David Outlaw            | 1847-1853                       | North Carolina | Whig                          |
| George Outlaw           | 1825                            | North Carolina | Democrat-Republican           |
| Arthur W. Overmyer      | 1915-1919                       | Ohio           | Democrat                      |
| James Overstreet        | 1819-1822                       | South Carolina | Democrat-Republican           |
| James W. Overstreet     | 1906-1907, 1917-1923            | Georgia        | Democrat                      |
| Jesse Overstreet        | 1895-1909                       | Indiana        | Republican                    |
| Edward Overton, Jr.     | 1877-1881                       | Pennsylvania   | Republican                    |
| John H. Overton         | 1931-1933                       | Louisiana      | Democrat                      |
| Walter Hampden Overton  | 1829-1831                       | Louisiana      | Democrat                      |
| Allen F. Owen           | 1849-1851                       | Georgia        | Whig                          |
| Emmett M. Owen          | 1933-1939                       | Georgia        | Democrat                      |
| George W. Owen          | 1823-1825                       | Alabama        | Democrat-Republican           |
| George W. Owen          | 1825-1829                       | Alabama        | Democrat                      |
| James Owen              | 1817-1819                       | North Carolina | Democrat-Republican           |
| Robert Dale Owen        | 1843-1847                       | Indiana        | Democrat                      |
| Ruth Bryan Owen         | 1929-1933                       | Florida        | Democrat                      |
| William D. Owen         | 1885-1891                       | Indiana        | Republican                    |
| George W. Owens         | 1835-1839                       | Georgia        | Democrat                      |
| James W. Owens          | 1889-1893                       | Ohio           | Democrat                      |
| Major Owens             | 1983-2007                       | New York       | Democrat                      |
| Thomas L. Owens         | 1947-1948                       | Illinois       | Republican                    |
| Wayne Owens             | 1973-1975, 1987-1993            | Utah           | Democrat                      |
| William Claiborne Owens | 1895-1896                       | Kentucky       | Democrat                      |
| William Claiborne Owens | 1896-1897                       | Kentucky       | Republican                    |
| Bryan Owsley            | 1841-1843                       | Kentucky       | Whig                          |
| Mike Oxley              | 1981-2007                       | Ohio           | Republican                    |